# Záliv San-ja
Záliv San-ja (čínsky pchin-jinem Sānyà Wān, znaky zjednodušené 三亚湾, tradiční 三亞灣) je záliv v Jihočínském moři u pobřeží města San-ja (konkrétně pobřeží městského obvodu Tchien-ja) na jihu Chaj-nanu, ostrovní provincie Číny. Na východní straně je záliv ohraničen poloostrovem Lu-chuej-tchou-ťiao (čínsky pchin-jinem Lùhuítóujiǎo, znaky zjednodušené 鹿回头角), na němž se nachází přístav města San-ja. Poloostrov také odděluje záliv San-ja od zálivu Jü-lin.
Do zálivu ústí San-ja-che, řeka protékající městem San-ja.

## Ostrovy
V zálivu se nachází dva ostrovy, Si-tao (čínsky pchin-jinem Xī dǎo, znaky zjednodušené 西岛; česky Západní ostrov) a Tung-tao (čínsky pchin-jinem Dōng dǎo, znaky zjednodušené 东岛; česky Východní ostrov).
Na východní straně zálivu je budováno umělé resortní souostroví Phoenix Island. 

## Galerie

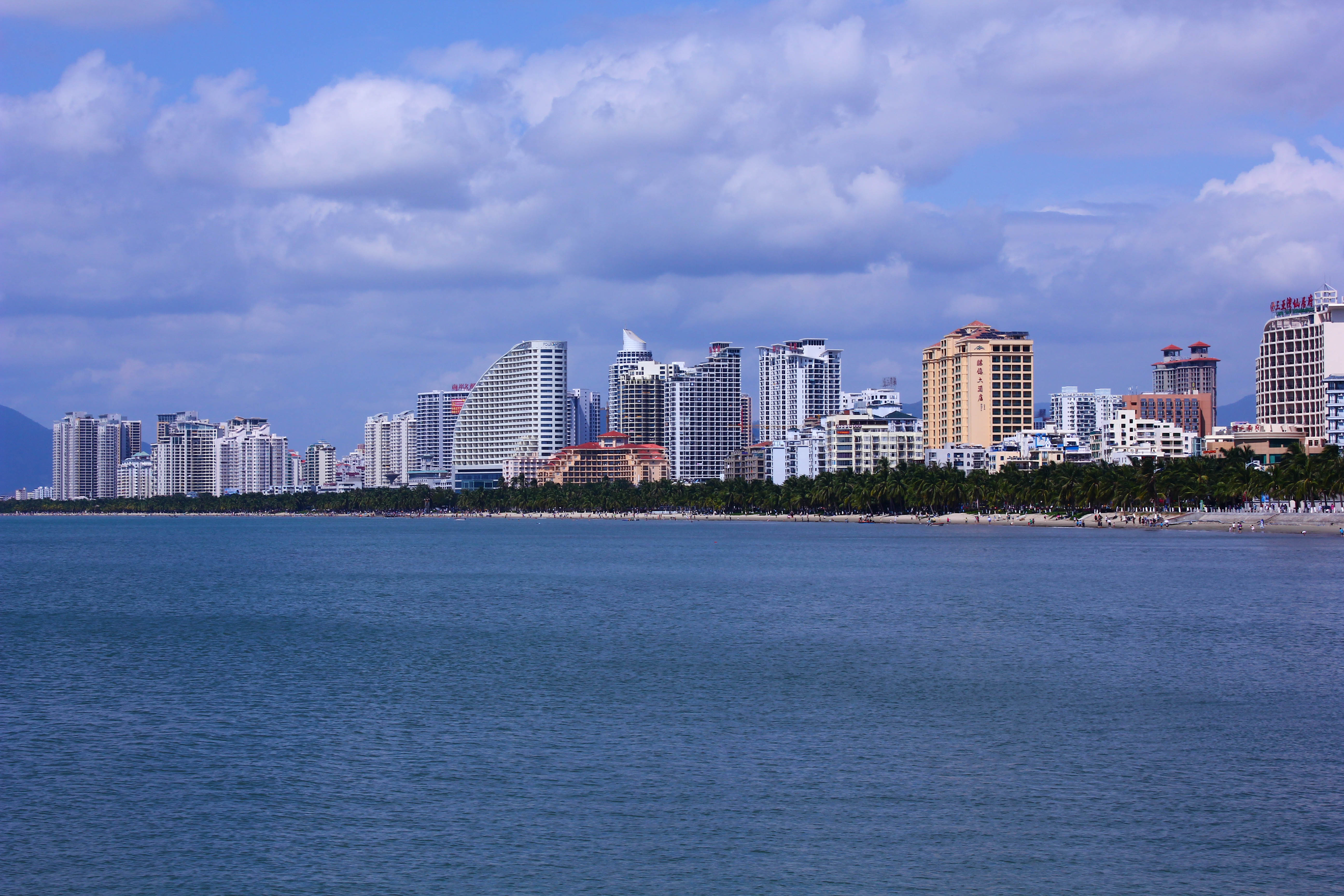
Výhled na město San-ja
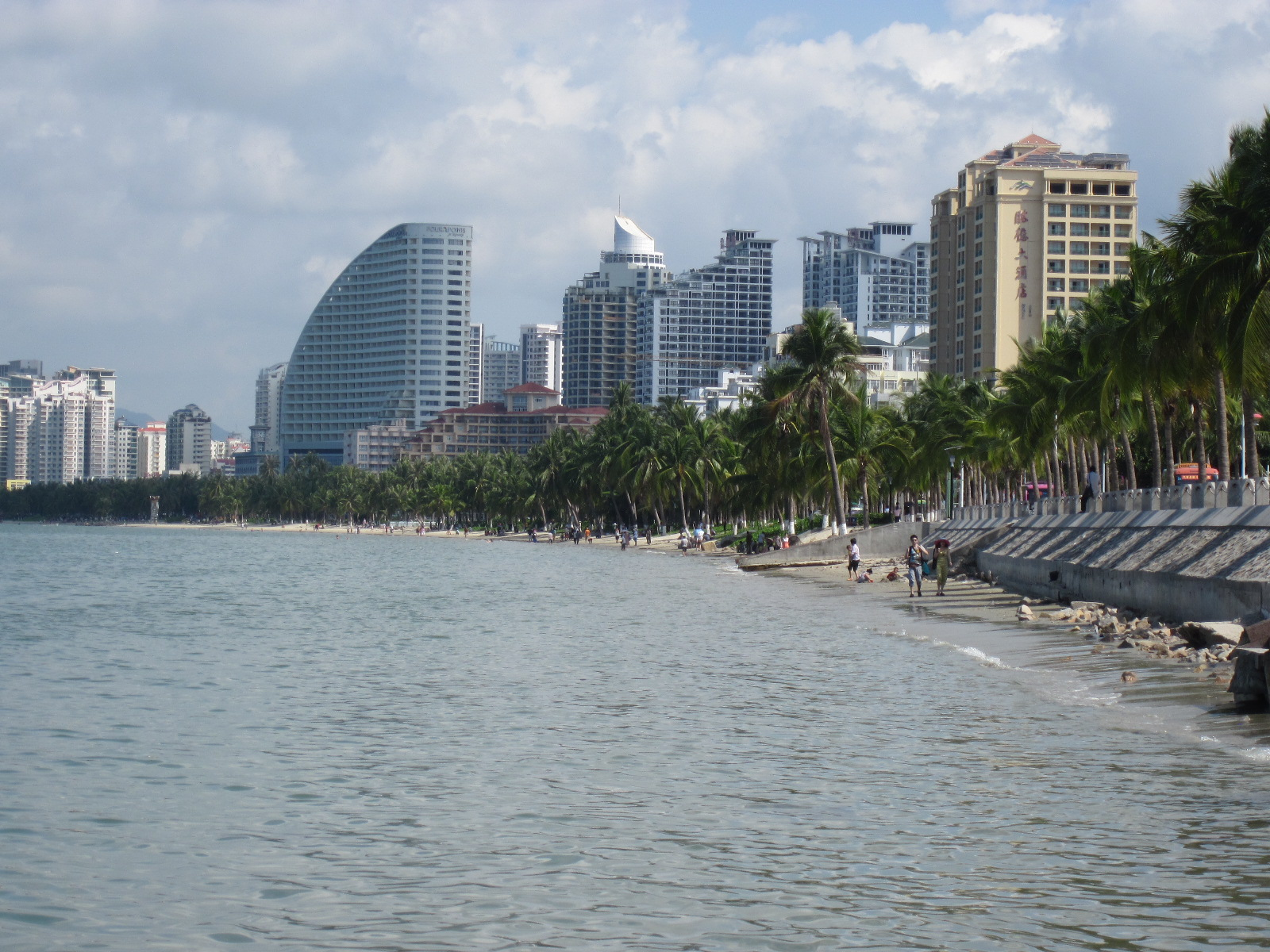
Pláž a město San-ja
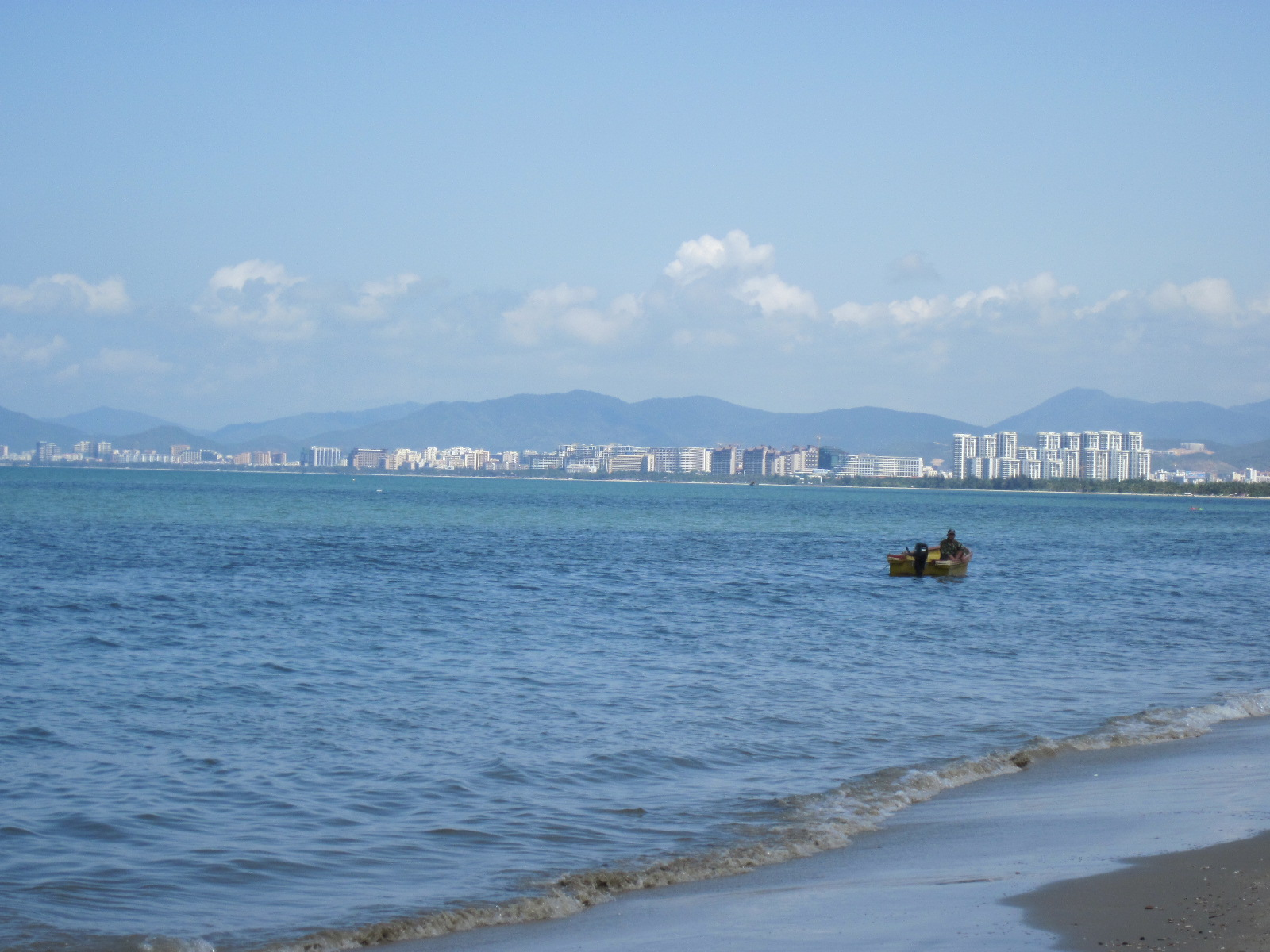
Záliv San-ja
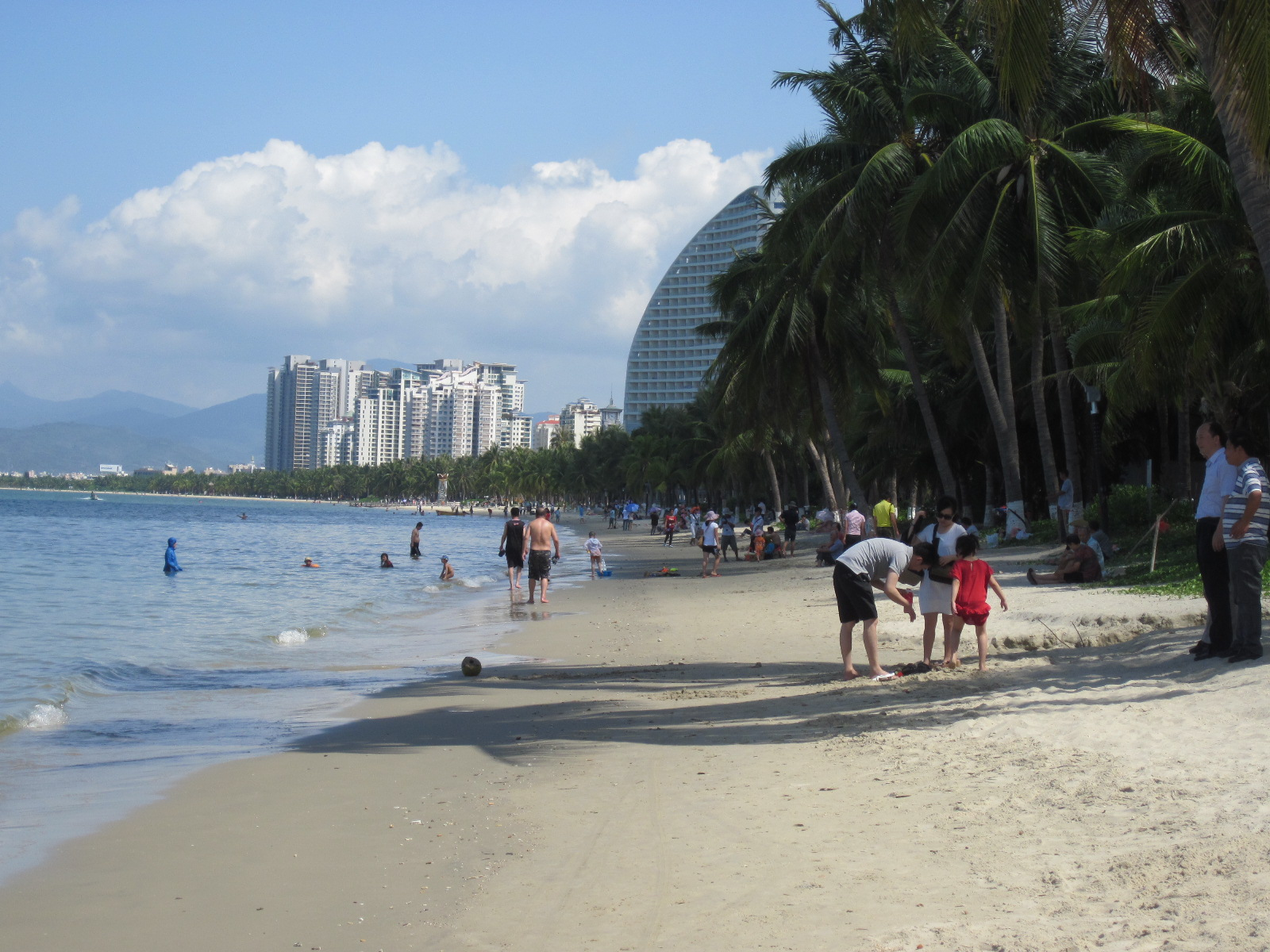
Pláž u města San-ja
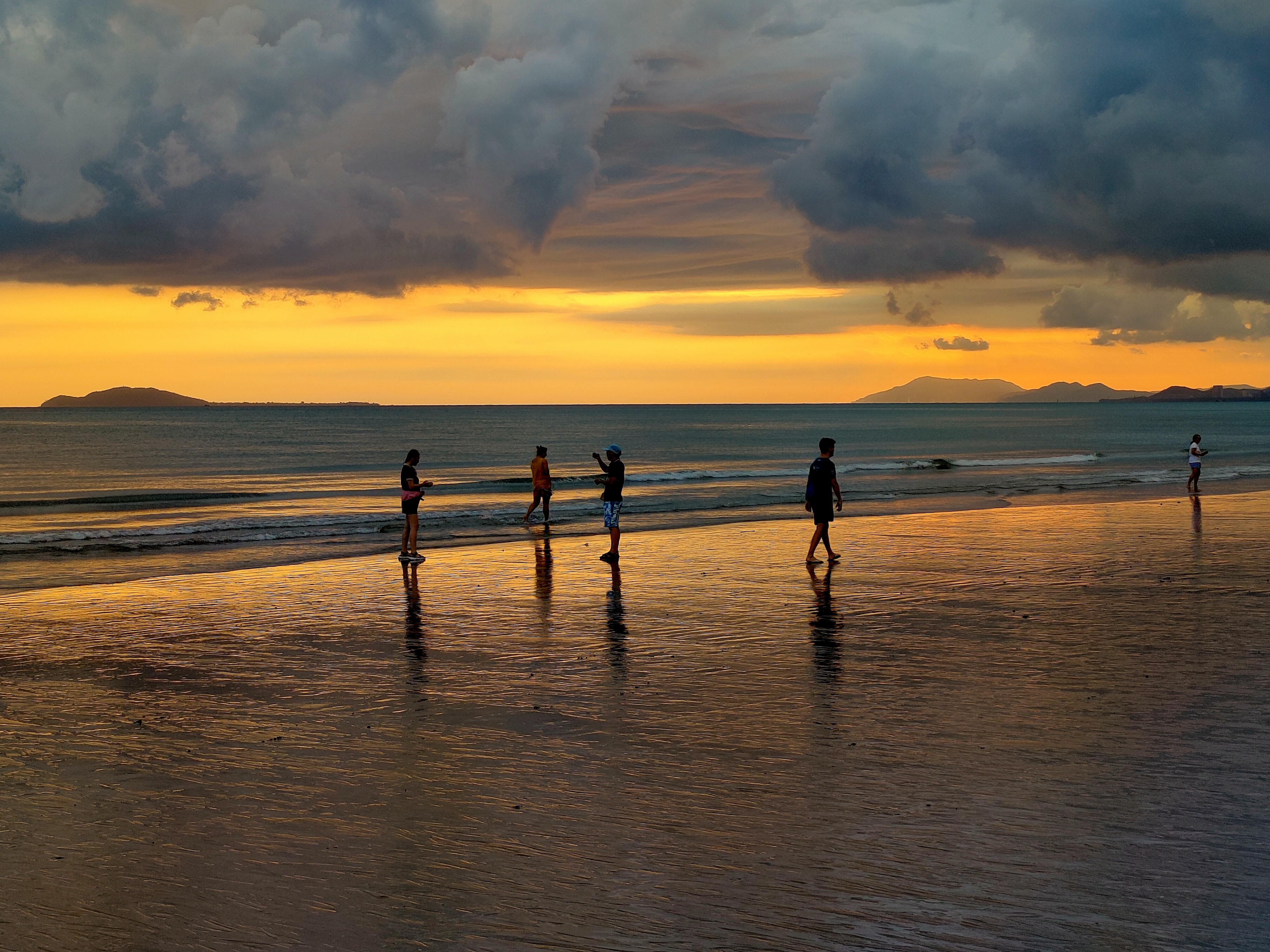
Záliv za soumraku
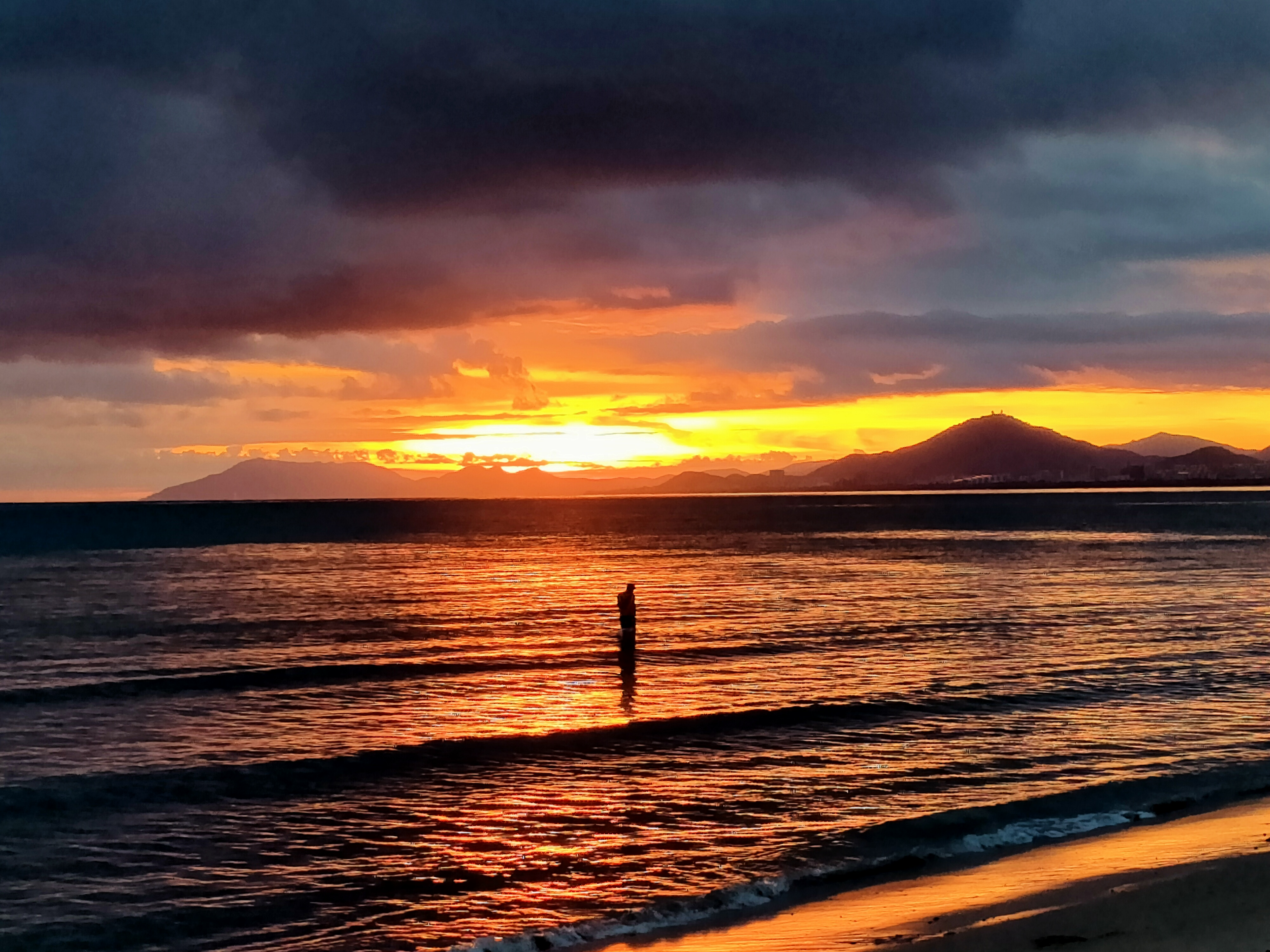
Záliv za soumraku
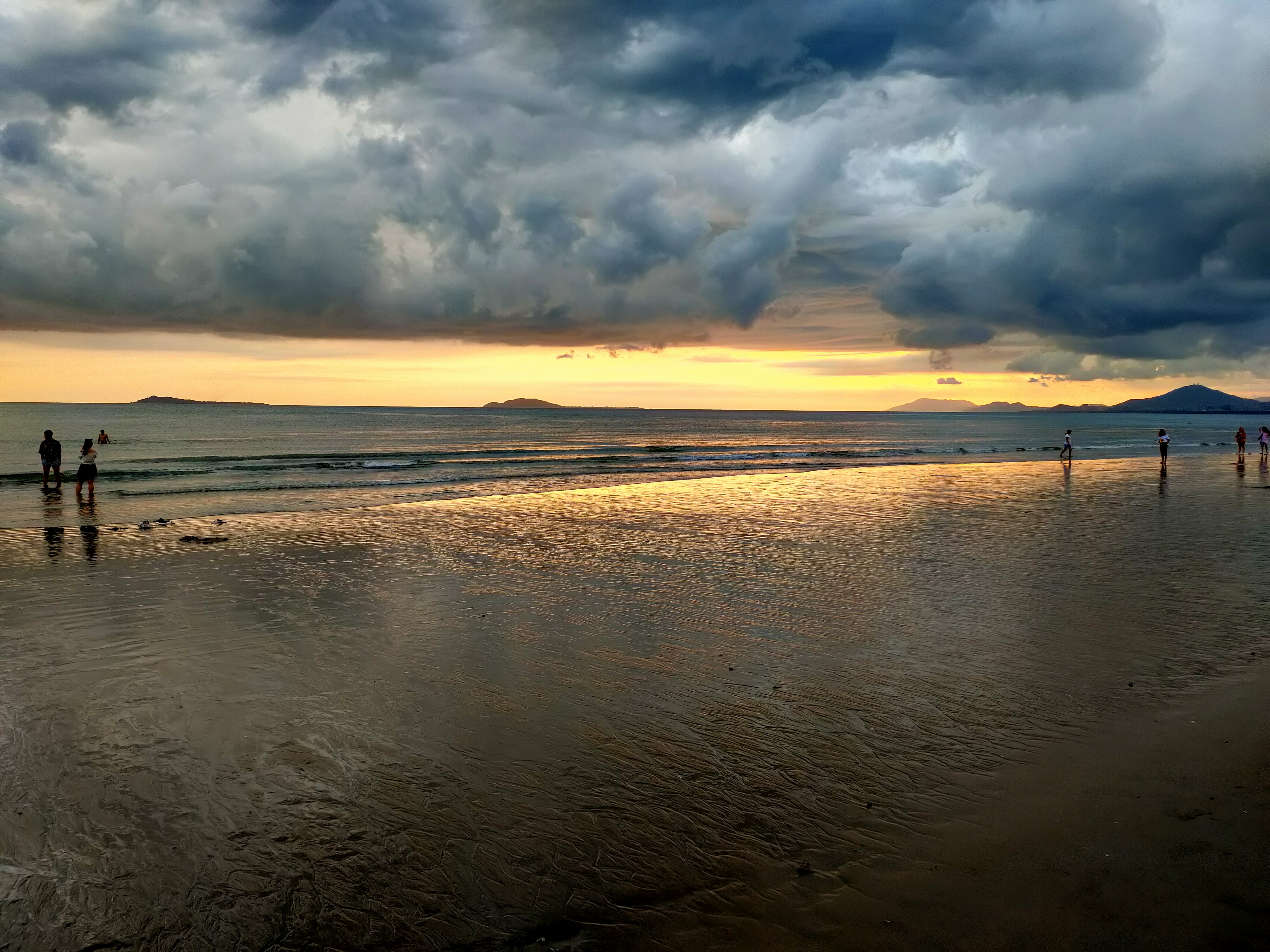
Záliv za soumraku
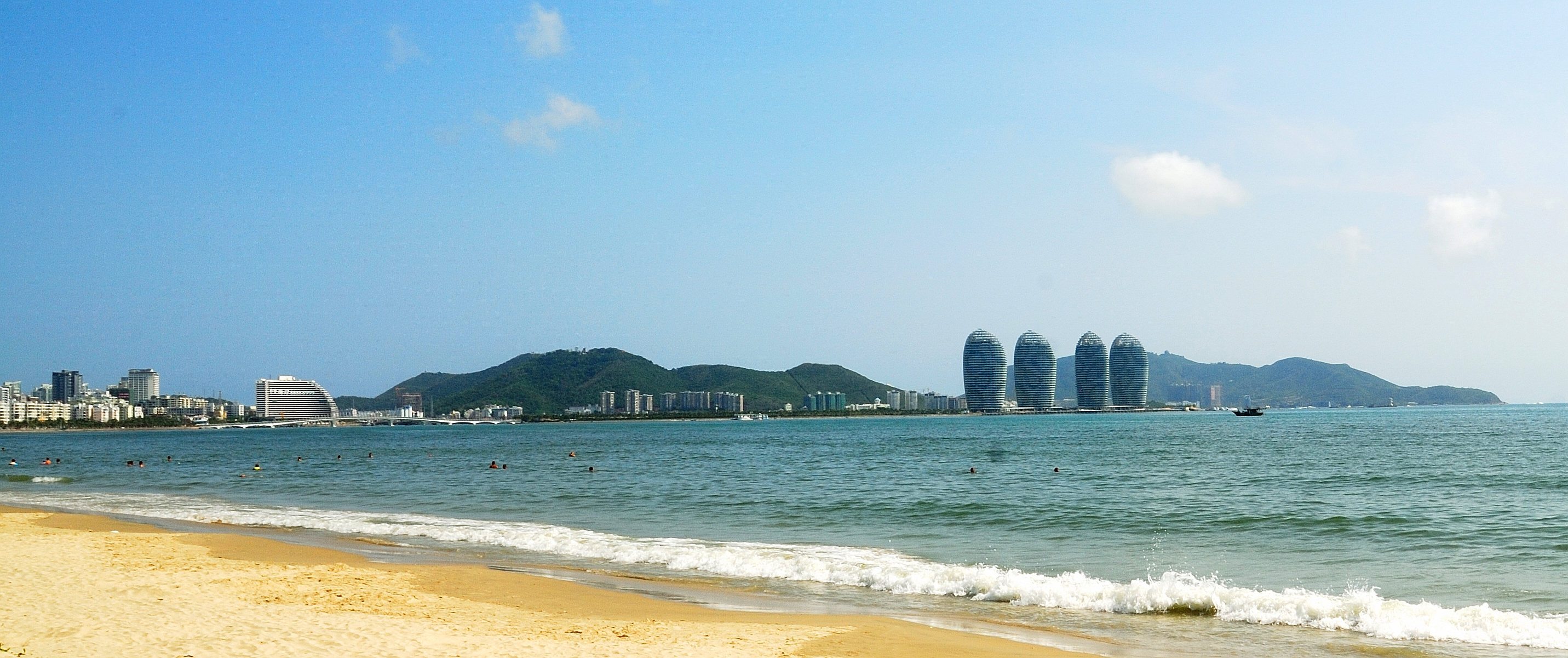
Pohled na záliv San-ja a Phoenix Island

## Panorama

Výhled na Záliv San-ja. Nalevo poloostrov Lu-chuej-tchou-ťiao, Phoenix Island v zálivu napravo. Zcela napravo město San-ja (městský obvod Tchien-ja).